# Watzespitze
Watzespitze lub Wazespitze – szczyt w Alpach Ötztalskich, części Centralnych Alp Wschodnich. Leży w Austrii w kraju związkowym Tyrol. Szczyt otaczają trzy lodowce: Madatschferner, Watzeferner i Plangerossferner. Szczyt ma też niższy wierzchołek, południowy, o wysokości 3503 m.
Szczyt można zdobyć drogami ze schroniska Kaunergrathütte (2817 m). Pierwszego wejścia dokonał Alois Ennemoser w 1869 r.